# Ribordone
Ribordone (arpità Riburda) és un municipi italià, situat a la ciutat metropolitana de Torí, a la regió del Piemont. L'any 2007 tenia 77 habitants. Està situat a la Vall d'Orco, una de les Valls arpitanes del Piemont. Limita amb els municipis de Locana, Ronco Canavese i Sparone.

## Administració
| Període | Identitat              | Partit        |
| ------- | ---------------------- | ------------- |
| 2004-   | Sabrina Cresto Ferrino | Llista cívica |